# Tossal Gros (Àger)
El Tossal Gros és una muntanya de 929 metres que es troba al municipi d'Àger, a la comarca catalana de la Noguera.